# Геноцид у Камбоџи
Геноцид у Камбоџи је геноцид који је организовао и починио покрет Црвени Кмери у Камбоџи 1979. године, у коме је страдало између 1,7 и 3 милиона људи (од четвртине до више од трећине становништва Камбоџе).

## Спровођење геноцида
Организатори геноцида су лидери Комунистичке партије Кампучије (ЦПЦ): Пол Пот, Иенг Сари, Нуон Чеа и други. Њихову владавину карактерише политичка репресија, депортације и масовно истребљење људи. Мотив за ове злочине била је намера да се доведу до коренитих промена у камбоџанском друштву у складу са идеолошким принципима марксизма и маоизма. Жртве геноцида били су већина камбоџанске интелигенције (према истрази Би-Би-Си-ја, људи су хапшени чак и због ношења наочара и говорења страних језика), као и националне мањине и припадници свештенства. Као резултат репресије коју су спровели Црвени Кмери, према различитим проценама, умрло је од 1,7 до 3 милиона људи — отприлике трећина становништва земље.
Готово сви за које се сумњало да су повезани са претходном владом или страним владама, као и професионалци и интелектуалци који су означени по класној линији, ухапшени су и потом погубљени. Вијетнамци и чами су уништени на основу етничке припадности, муслимани и будистички монаси су гоњени по основу религије.
Према оптужници Народног револуционарног суда у Кампучији у случају „злочиначке клике Пол Потитес“: „Полпотови људи: Своје жртве су тукли по глави мотикама, пијуцима, моткама и гвозденим шипкама; Користећи ножеве и оштре листове шећерне палме, пререзали су гркљане својим жртвама, распарали им стомаке, извадили јетру коју су јели и жучне кесе од којих су правили „лекове“; користећи булдожере, ломили су људе, а користили су и експлозив — да убију што више одједном; закопавали су живе људе и спаљивали оне за које су сумњали да се супротстављају режиму; постепено одсецају своје месо, осуђујући људе на спору смрт; бацали су децу у ваздух, а затим их подизали бајонетима, откидали им удове, разбијали главе о дрвеће; бацали су људе у баре где су држали крокодиле, вешали људе о дрвеће за руке или ноге да би дуже висили у ваздуху...”
Жртве су биле подвргнуте разним тортурама, укључујући вађење ексера, присиљавање да једу измет и урин, вешање и многе друге. Мртви су сахрањени у заједничким гробницама. Да би се уштедела муниција, погубљења су често вршена секирама, дршкама секире и наоштреним бамбусовим штаповима.

## Број жртава
Тачан број мртвих од руку Црвених Кмера је предмет дебате — влада коју су поставили Вијетнамци и која је збацила Пол Потов режим захтевала је 3,3 милиона жртава, док су према раним (1980) проценама ЦИА-е, Кмери погубили око 150 хиљада људи, а укупна популација се смањила за 1,2—1,8 милиона људи, углавном од глади (уз присилно исељавање становника из градова). Новије процене говоре о приближно 1,7—2 милиона жртава.
Током режима Црвених Кмера, неки левичарски интелектуалци на Западу (као што је Ноам Чомски) порицали су геноцид или су тврдили да је број жртава увелико преувеличан. Тако је Чомски, који је, позивајући се на књигу историчара Мајкла Викерија „Камбоџа, 1975—1982“, тврдио да укупан број погинулих не може да пређе 740.800 људи, укључујући жртве америчких ваздушних напада као резултат необјављеног рата. Новинар Жан Лакутур је, на основу прорачуна Чомског, ову цифру од 2 милиона људи узео из књиге француског католичког свештеника и мисионара у Камбоџи Франсоа Поншоа, који ју је добио додајући 800 хиљада убијених у бомбардовању САД и 1—2 милиона које је убио режим Пола Пота.